# George P. McLean

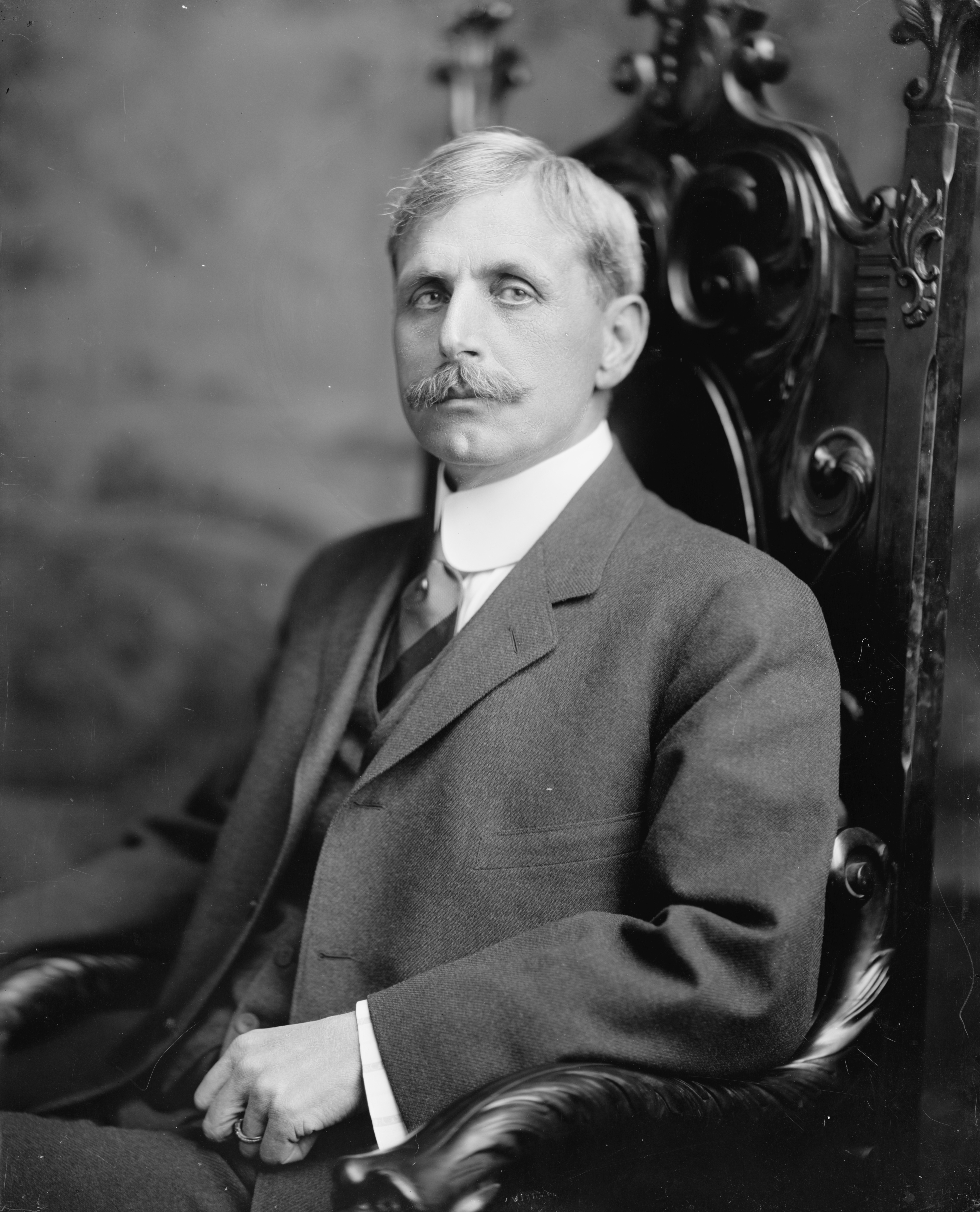
George P. McLean

George Payne McLean (* 7. Oktober 1857 in Simsbury, Hartford County, Connecticut; † 6. Juni 1932 ebenda) war ein US-amerikanischer Politiker, Gouverneur sowie US-Senator des Bundesstaates Connecticut. Er war Mitglied der Republikanischen Partei.

## Frühe Jahre und politischer Aufstieg
George McLean graduierte 1877 an der Hartford High School, studierte anschließend Jura und bekam dann seine Zulassung als Anwalt. Im Anschluss eröffnete McLean eine eigene Anwaltspraxis in Hartford. Er entschied sich, auch eine politische Laufbahn einzuschlagen. Er kandidierte 1883 für einen Sitz im Repräsentantenhaus von Connecticut, wo er nach erfolgreicher Wahl bis 1885 verblieb. Ferner war er zwischen 1884 und 1901 als Clerk im staatlichen Begnadigungsausschuss (State Board of Pardons) tätig. Er war auch von 1889 bis 1891 Mitglied im Senat von Connecticut sowie von 1892 bis 1896 als Nachfolger von George G. Sill Bundesstaatsanwalt für den Bezirk Connecticut.

## Gouverneur von Connecticut
McLean gewann 1900 die Gouverneursnominierung der Republikaner und wurde kurze Zeit später zum Gouverneur von Connecticut gewählt. Während seiner Amtszeit wurde der administrative Stab des Gouverneurs sowie Connecticuts Miliz umstrukturiert. Ferner wurde eine Finanzamtbehörde gegründet. McLean entschied sich aufgrund seines schlechten Gesundheitszustandes, nicht für eine erneute Wiederwahl anzutreten und verließ sein Amt am 7. Januar 1903.

## Weiterer Werdegang
Nach seiner Genesung wurde McLean 1911 in den US-Senat gewählt, wo er bis 1929 verblieb.
George P. McLean verstarb am 6. Juni 1932 und wurde in Simsbury beigesetzt. Er war zwei Mal verheiratet und zwar einmal mit Leah Demarest und dann mit Isabella McClintock. Aus den Verbindungen gingen vier Kinder hervor.

## Politische Positionen
Im Senat stimmte er als einer von fünf Republikanern gegen den Immigration Act of 1924, der die Einwanderungsbeschränkungen insbesondere für Süd- und Osteuropäer sowie bestimmte asiatische Herkunftsländer weiter verschärfte.